# Hew Fraser
Hew Thomson F. Fraser  (1878. — 11. kolovoza 1938.) je bivši škotski hokejaš na travi. 
Osvojio je brončano odličje na hokejaškom turniru na Olimpijskim igrama 1908. u Londonu igrajući za Škotsku. 

## Vanjske poveznice
- Profil na databaseOlympics
- Profil na Sports Reference.com  Arhivirana inačica izvorne stranice od 20. kolovoza 2011. (Wayback Machine)